# Cornelius A. Smith
Cornelius Alvin Smith (født 7. april 1937) er en bahamansk politiker og diplomat. Han var generalguvernør i Bahamas fra 2019 til 2023.

## Biografi
Smith var været medlem af partiet Free National Movement fra dets grundlæggelse i begyndelsen af 1970'erne. Han blev parlamentsmedlem i Bahamas i 1982 og blev genvalgt tre gange. Smith var undervisningsminister fra 1992 til 1995, minister for offentlig sikkerhed og immigration fra 1995 til 1997, turistminister fra 1997 til 2000 og minister for transport og lokal forvaltning fra 2000 til 2002.
Han var Bahamas' ambassadør i USA fra 24. september 2007.
I 2018 blev han udnænvt til vicegeneralguvernør. Han blev generalguvernør i Bahamas den 28. juni 2019.